# Serie 1 (DBU Sjælland)
 For alternative betydninger, se Serie 1. (Se også artikler, som begynder med Serie 1)
Serie 1 (DBU Sjælland) er den sjettebedste fodboldrække (en blandt flere) i dansk fodbold.
Det er derimod den næstbedste fodboldrække for herrer administreret af lokalunionen DBU Sjælland. Serien består af i alt 28 hold, opdelt i 2 puljer med hver 14 hold, som spiller 26 kampe ude og hjemme. Fodboldrækkens turnering følger Superligaen med start i efteråret og afslutning i foråret. De bedstplacerede hold rykker op i Sjællandsserien.
| Fodbold | Spire Denne artikel om en fodboldturnering er en spire som bør udbygges. Du er velkommen til at hjælpe Wikipedia ved at udvide den. |